# Parque de Hagley

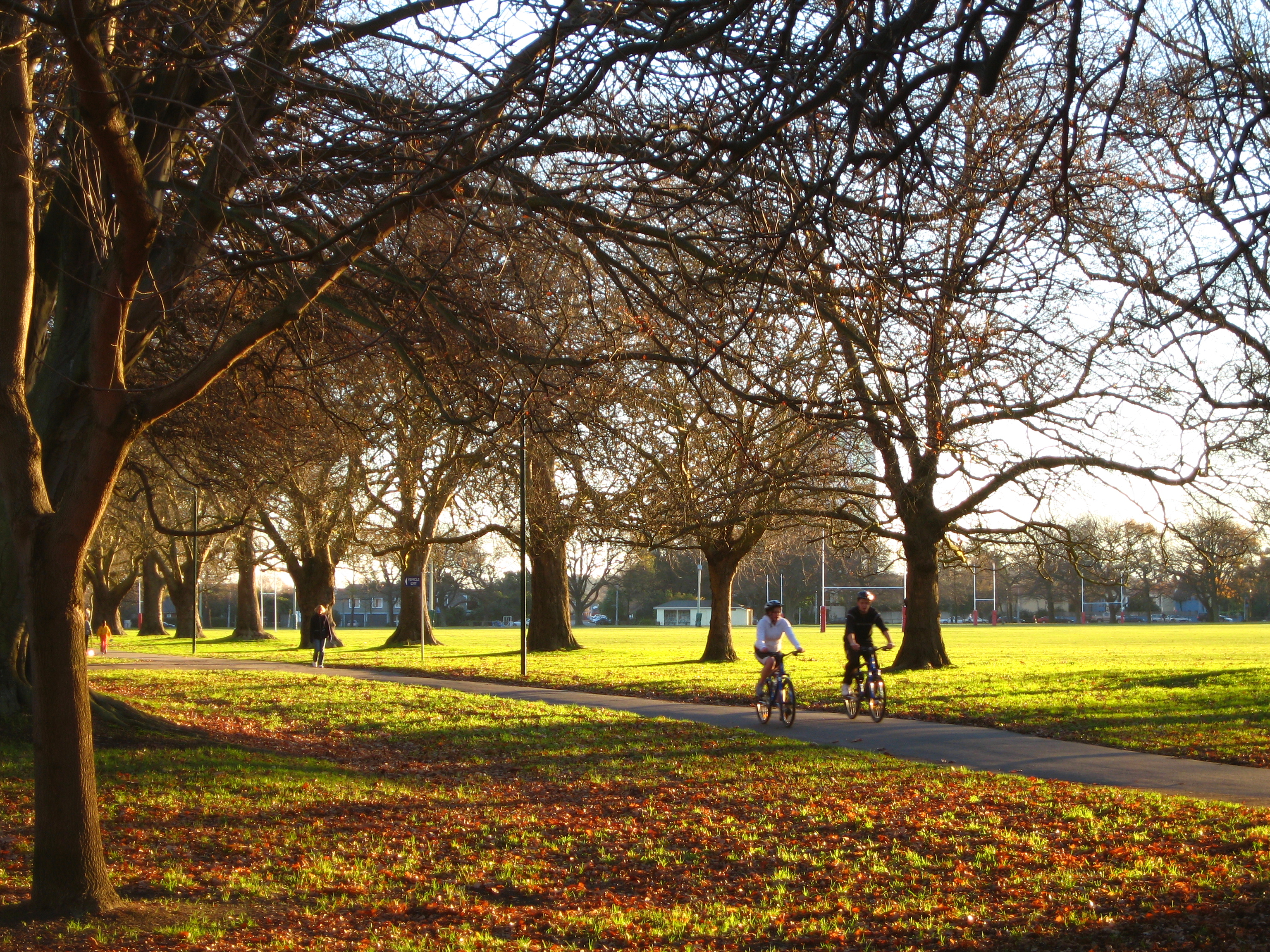
Parque de Hagley.

O Parque de Hagley (em inglês:Hagley Park) é um parque público com 1.61 km² em Christchurch, Nova Zelândia, que foi criado em 1855 pelo Governo Provincial. De acordo com um decreto do governo, nessa altura, o Parque de Hagley é "reservado para sempre como parque público, e será aberto para recreação e apreciamento do público".
Frequentemente o Parque de Hagley tem sido a localização de grandes reuniões de multidão; aqui se realizaram a Grande Exposição Industrial de 1882 e a Exposição Internacional da Nova Zelândia (1906-1907). Recentemente o parque recebeu vários circos e concertos ao ar-livre.
Os jardins botânicos de Christchurch "fazem fronteira" com o Parque de Hagley. Lá se podem encontrar belas flores e árvores de todo o mundo. Os jardns atraem pássaros para o parque, e visitantes frequentemente vem ao parque para observar as plantas e a vida selvagem do parque.
A  parte sul do Parque de Hagley contém também campos de netball e um heliporto do Hospital de Christchurch.